# 海市蜃樓食堂
《海市蜃樓食堂》（韓語：신기루식당），為韓國MBC電視台於2019年9月推出的綜藝節目，由鄭柔美、朴俊炯（g.o.d）、RAVI（VIXX）、Joseph（外國主廚）等人共同主持，節目主軸為親自看到將一般家中的食材重新變身，並利用當地食物開發的菜單，在可以公開該菜單的區域開設食堂，特別是只有一天在該地開食堂，之後食堂便消失，是全世界漂流的明星主廚的韓國實際探險實境秀。

## 收視率
- 以下紀錄《海市蜃樓食堂》節目收視，收視最低的集數以藍色表示，收視最高的集數以紅色表示，而空格則表示該集的收視沒有相關數據。

| 集數 | 播出日期  | AGB尼爾森收視率 | AGB尼爾森收視率 | AGB尼爾森收視率 | AGB尼爾森收視率 |
| 集數 | 播出日期  | 大韓民國 (全國) | 排行            | 排行            | 首爾 (首都圈)   |
| 集數 | 播出日期  | 大韓民國 (全國) | 所有節目        | 綜藝節目        | 首爾 (首都圈)   |
| ---- | --------- | --------------- | --------------- | --------------- | --------------- |
| 1    | 2019/9/19 | 1.6%            | 不適用          | 不適用          | 不適用          |
| 2    | 2019/9/26 | 1.0%            | 不適用          | 不適用          | 不適用          |

## 外部連結
- 官方網站 （页面存档备份，存于）
- 海市蜃樓食堂的Naver TV （页面存档备份，存于）
- 海市蜃樓食堂的Kakao TV